# Dharma & Greg
Dharma & Greg es una comedia de situación estadounidense estrenada el 23 de agosto de 1996. La serie concluyó el 29 de marzo de 2001. Fue emitida por la Cadena ABC.
Protagonizada por Jenna Elfman y Thomas Gibson como Dharma y Greg Montgomery respectivamente, una pareja que se casó en su primera cita a pesar de ser completamente opuestos. La serie es coproducida por Chuck Lorre Productions, More-Medavoy Productions y 4 to 6 Foot Productions asociados con 20th Century Fox Television para la cadena ABC.  El tema principal fue escrito e interpretado por el compositor Dennis Brown.
Creada por Dottie Dartland y Chuck Lorre, la comedia toma mucha inspiración de situaciones incómodas, siguiendo la frase inglesa de "Un pez fuera del agua" (Fish out of Water).
Esta fue la primera serie en donde aparecieron las tarjetas Chuck Lorre Productions al final de cada capítulo, que también son conocidas como las Vanity Cards, que posteriormente salieron en las series Two and a Half Men, Mike & Molly y The Big Bang Theory, también creadas por Lorre.

## Sinopsis
La instructora de yoga espiritual Dharma, y el abogado Greg se casan en su primera cita a pesar de ser completamente opuestos. Ellos pelean según puntos de vista diferentes, lo que lo lleva a la comedia. Greg nació y fue criado como un republicano conservador. Estudió en Harvard como pre-abogado y luego en Stanford como abogado. Una vez graduado, él fue a trabajar a la Oficina de Abogados de EE. UU. como Asegurador Federal en San Francisco. Conoce a Dharma, quien era instructora de yoga y que había crecido con padres hippies.  Ellos se vieron una vez de niños en una estación del Subterráneo. Una vez que crecieron, ellos se encontraron el uno para el otro, y Dharma hizo el primer movimiento y encontró a Greg. Él se enamora a primera vista, se fugan y se casan. Los padres de Dharma y Greg son totalmente diferentes. Pero con el tiempo los padres aprenden a caerse bien, causando una mezcla única de familia.

## Elenco

### Personajes principales
Jenna Elfman como Dharma Freedom Montgomery (apellido de soltera Finkelstein), esposa de Greg y una "Niña de las Flores". Ella es excesivamente alegre y sensible, pero más comprensiva, simpática y perdonadora que la mayoría de las personas. A pesar de su bondad con las personas y sus persistentes buenas intenciones, Dharma no es ingenua. Ella entiende el mundo real, emplea el sarcasmo y también recibe. Dharma persevera en expresar su personalidad y su identidad incluso en la cara de un mundo abrumadoramente contrario.  Dharma anima a Greg a buscar la felicidad en lugares más allá de cuestiones prácticas como el dinero. Su nombre proviene del concepto filosófico hindú "Dharma". Un amigo nativoamericano de su padre la nombró como "Crazy Man's Daughter" ("Hija del Hombre Loco"). Ella se dirige a sus padres por sus nombres (No como Mamá y Papá o Madre y Padre).
Según Chuck Lorre, él y Dottie Dartland originalmente concibieron a  Dharma & Greg como "una serie envolviendo a una mujer cuya personalidad no es una neurótica producto de condiciones parentales y de la sociedad, sino de su propia mente de flujo libre, compasiva".
Thomas Gibson como el abogado Gregory Clifford "Greg" Montgomery, el esposo de Dharma. Él es un vertical, tenso, decente, sorprendentemente a veces con pensamientos de mente abierta. Greg creció en una familia Republicana Conservadora. La vida de Greg era irremediablemente banal antes de conocer el Dharma y se casó con ella en su primera cita. Desde entonces, él ha cambiado su personalidad como hombre recto y correcto, relacionado con su antiguo él, un comportamiento excéntrico con su anterior pareja. Aunque su relación con Dharma ha sido inestable a veces, Greg nunca ha demostrado que haya lamento o arrepentimiento con su matrimonio. Él es un alumno de élite de universidades como la 'Academia Phillips de Exeter', la 'Universidad de Harvard' y la 'Escuela de Leyes de Stanford'.
Susan Sullivan como Katherine "Kitty" Montgomery, es la extravagante madre de Greg. En el comienzo de la primera temporada Katherine, fue generalmente representada como una mujer que controladora y manipuladora que sólo tenía mayores aspiraciones para su hijo. Como miembro de la sociedad élite, Katherine fue inicialmente bastante amarga al tener la idea de integrar a Dharma y sus padres a la familia, pero en el transcurso de la serie, Katherine le amplía limitado mundo y membresía de club de campo para formar parte de una familia más grande, convirtiéndose en una parte importante de la vida de Dharma, sin dejar de ser amorosamente manipuladora. A pesar de sus grandes diferencias, Katherine reconoce el lugar de Dharma en la vida de su familia, pero una vez diciéndole "Los dos sabemos que no eres la chica que habría elegido para Greg. Lo que importa es que "eres" la chica que Greg eligió".
Mitchell Ryan como Edward Montgomery, es el excéntrico padre de Greg. Su filosofía para hacer frente a su esposa, Katherine, implica lo bastante para no entrometerse. Jefe de 'Montgomery Industries' (aunque él sigue trabajando, es sólo porque él, puede ver pequeños remolcadores por la ventana) y en desacuerdo con el padre de Dharma, quien lo llama "Ed" y a quien él se refiere como "Finkelstein" en la costumbre inglesa de criados, que se refieren a la nobleza por su apellido. Edward es un graduado de la Universidad de Notre Dame, de la que es muy orgulloso, y se resiente parcialmente con Greg por considerar a Notre Dame de no ser "suficientemente bueno" para él. A Edward se le ve a menudo bebiendo Martini o Whisky.
Mimi Kennedy como Abigail Kathleen "Abby" O'Neil, la cuidadora y de libre espíritu madre de Dharma, quien alienta a su hija e hijastro de tener hijos: "Siéntete libre de tener sexo donde sea". También tiene una hija mayor y otro hijo menor, ella y Larry no están casados. Ella y Larry están comprometidos y celebraron la ceremonia de la boda, aun así no se casaron para no "estar bajo el radar". Diferente a su "compañero" Larry, ella inmediatamente aceptó a Greg, pero sigue teniendo enojos y conflictos con los padres de Greg. Ella es vegana, lo que es una fuente interminable de problemas. 
Alan Rachins es Myron Lawrence "Larry" Finkelstein, es el padre hippie de Dharma. Él es el típico estereotipo que frecuenta quejas sobre las conspiraciones, la mayoría de ellas relacionadas y envuelven como protagonista a Richard Nixon. Él también piensa que es buscado y seguido por el FBI, pero cuando Greg descubre que él no lo es, su familia hace todo lo posible para demostrarle que es porque se trata de una fuente de gran orgullo para él. A pesar de esto, se las arregla para llevarse bien con Edward, a menudo cuando ambos están hartos de tratar con sus esposas. Él le enseñó a Dharma "Historia americana" en su casa (casa-escuela), pasando desde sus teorías conspiratorias, tales como la última misión Apolo enterrada en secreto (Las cintas de Nixon de la Casa Blanca/los minutos que faltan y las cintas del Watergate en la Luna). Es usual el pensamiento de los demás de su uso crónico de marihuana, aunque nunca se lo mostró consumiendo. En la temporada 4, en el episodio "Madre e Hija: Reunión", Dharma menciona que Larry tiene una resistencia a la mayoría de los medicamentos después de su uso frecuente. En el episodio piloto Abigail presenta a su despiste habitual con "apagó su memoria a corto plazo en 1972". A veces se convierte en un "sabio y decente" y revela habilidades tales como su talento para la carpintería y su música.
Shae D'Lyn como Jane Deaux, es amiga de Dharma. Ella considera a todos los hombres más o menos malos. En el transcurso de la serie, su pelo iba de negro, al rojo y finalmente al rubio. Se casó con Pete Cavanaugh en la Temporada 2, e hizo un intento de divorciarse de él después de 6 semanas. Con el tiempo, se divorciaron en el estreno de la cuarta temporada. Ella lo conoció cuando Dharma, marco un número equivocado al teléfono.
D'Lyn abandonó el show al final de la Temporada 4 (2001), pero también hizo una aparición especial en el final de la serie, durante la Temporada 5.
Joel Murray como Peter James "Pete" Cavanaugh, amigo de Greg y colega en el Departamento de Justicia. Un abogado particularmente malo y perezoso, se casó con Jane por un tiempo. Toda su vida se puede resumir al interior de su apartamento: una silla de masaje rodeada de contenedores para llevar basura afuera, junto a la cual es una pequeña nevera y una pila de películas pornográficas. Un centro de entretenimiento de primera clase está en frente de esto. Se dice que lleva pañales para adultos para los partidos de fútbol. Greg dijo una vez de su amigo: "Pete fue a la escuela de derecho en Barbados; él no aprobó la materia "Bar" ocho veces. La última vez porque vomitó en el examen". En la temporada 1, menciona que trabajó como Ayudante de Plomero en la Universidad. 
Pete se casa con Jane en la segunda temporada, porque ninguno de los dos quiere estar solo en el Día de San Valentín.
Helen Greenberg como Marcie, una de los amigas de Dharma y del trabajo en "Co-Op"; y recepcionista, cuyo vocabulario se compone principalmente de las palabras "lo siento". Greenberg se unió al elenco principal en la quinta temporada. 
Ella también jugó un carácter diferente en el episodio "Drop Dead Gorgeous" (T3E13 - 11/01/2000).
Susan Chuang como Susan Wong, una de los amigas de Dharma y del trabajo en "Co-Op"; es vista como contraparte de Marcie. Susan también forma una pareja estilo "Dharma & Greg" con un abogado, Darrell Gottlieb, contratado por Katherine en una disputa del jardín comunitario (Su boda, junto con el accidente de Dharma, fue el final de la Temporada 4). Chuang se unió al Elenco Principal en la Temporada 5; ella también interpretó un personaje diferente en el episodio "Looking for the Goodbars" (T3E12 - 14/12/1999).

### Otros personajes
- Celia (Lillian Hurst): Mucama de Katherine y Edward. Ella recibe apoyo constante de Larry, quien la ve como "oprimida". Cuando Katherine y Ed se van de la ciudad, Celia y su familia se mudan a la Mansión Montgomery e invita sus amigos, pretendiendo que es su casa. (Aparece en 16 episodios).

- Marlene (Yeardley Smith): Es la Secretaria Legal de Greg, es a quien despidió y recontrató. Ella es sarcástica, ruda y una mala secretaria. En general piensa que es mejor (o que sería) "abogada" que Pete. (Aparece en 17 episodios).

- George (Floyd Red Crow Westerman): Un nativo americano mayor de edad, quien fue a vivir con Dharma y Greg en el episodio "Indian Summer"; él muere al final del capítulo, pero su fantasma aparece a veces para darle consejos a Dharma. (Aparece en cuatro episodios).

- Charlie (Kevin Sorbo): Un profesor universitario pasando por su divorcio, que se enamora de Dharma. Sus afectos, en particular es una carta de amor y la oferta para llevar a Dharma a casa en un día lluvioso, causado para separar brevemente a Dharma y Greg, en un "apéndice" de la historia de la serie que "alienó" a muchos espectadores de la serie. (Aparece en 4 episodios).

- Young Greg (Mathew Weiss): Greg de niño (Aparece en "Piloto"). Se enamora de Dharma instantáneamente cuando ambos se miran por primera vez, mientras que apenas faltan unos años antes de que finalmente se encuentran y se casan en su primera cita.

- Young Dharma (Megan Butala): Dharma de niña (Aparece en "Piloto"). Megan Butala es la sobrina de Jenna Elfman  (La hija de su hermano, el apellido de Elfman es Butala), según lo dicho por Elfman a sí misma en el comentario de audio para el episodio piloto de la versión DVD.

- Stinky ("Apestoso"): El perro de Dharma y Greg; con pelo largo y algo tonto.

- Nunzio (Bud 1997–1998, Butch 1998–1999, Twiggy 2000–2001): El perro de Stinky, un Corgi galés de Pembroke; Dharma se lo regala a Stinky en su Bar Mitzvah.

## Episodios
| Temporada | Temporada | Episodios | Emisión al Aire          | Emisión al Aire     |
| Temporada | Temporada | Episodios | Inicio de la Temporada   | Fin de la Temporada |
| --------- | --------- | --------- | ------------------------ | ------------------- |
|           | 1         | 23        | 24 de septiembre de 1997 | 20 de mayo de 1998  |
|           | 2         | 24        | 23 de septiembre de 1998 | 26 de mayo de 1999  |
|           | 3         | 24        | 21 de septiembre de 1999 | 16 de mayo de 2000  |
|           | 4         | 24        | 10 de octubre de 2000    | 22 de mayo de 2001  |
|           | 5         | 24        | 25 de septiembre de 2001 | 30 de abril de 2002 |

## Premios y nominaciones
| Año  | Premio                                     | Categoría                                                                             | Recipiente                                                                         | Resultado |
| ---- | ------------------------------------------ | ------------------------------------------------------------------------------------- | ---------------------------------------------------------------------------------- | --------- |
| 1999 | American Comedy Award                      | Funniest Female Performer in a TV Series (Leading Role) Network, Cable or Syndication | Jenna Elfman                                                                       | Nominado  |
| 1998 | BMI Film & TV Awards                       | BMI TV Music Award                                                                    | Dennis C. Brown                                                                    |           |
| 1999 | BMI Film & TV Awards                       | BMI TV Music Award                                                                    | Dennis C. Brown                                                                    |           |
| 2000 | BMI Film & TV Awards                       | BMI TV Music Award                                                                    | Dennis C. Brown                                                                    |           |
| 1998 | Casting Society of America's Artios Award  | Best Casting for TV, Comedy Pilot                                                     | Nikki Valko                                                                        |           |
| 1998 | Directors Guild of America Award           | Outstanding Directing – Comedy Series                                                 | James Burrows (For the pilot episode)                                              | Nominado  |
| 2002 | Genesis Awards                             | Television - Comedy Series                                                            | "A Fish Tale"                                                                      |           |
| 1998 | Golden Globe Award                         | Best Actress – Television Series Musical or Comedy                                    | Jenna Elfman                                                                       | Nominado  |
| 1999 | Golden Globe Award                         | Best Television Series – Musical or Comedy                                            |                                                                                    | Nominado  |
| 1999 | Golden Globe Award                         | Best Actor – Television Series Musical or Comedy                                      | Thomas Gibson                                                                      | Nominado  |
| 1999 | Golden Globe Award                         | Best Actress – Television Series Musical or Comedy                                    | Jenna Elfman                                                                       |           |
| 1999 | Golden Globe Award                         | Best Supporting Actress – Series, Miniseries or Television Film                       | Susan Sullivan                                                                     | Nominado  |
| 2000 | Golden Globe Award                         | Best Television Series – Musical or Comedy                                            |                                                                                    | Nominado  |
| 2000 | Golden Globe Award                         | Best Actor – Television Series Musical or Comedy                                      | Thomas Gibson                                                                      | Nominado  |
| 2000 | Golden Globe Award                         | Best Actress – Television Series Musical or Comedy                                    | Jenna Elfman                                                                       | Nominado  |
| 1998 | Online Film & Television Association Award | Best Actress in a Comedy Series                                                       | Jenna Elfman                                                                       | Nominado  |
| 1998 | Online Film & Television Association Award | Best New Comedy Series                                                                |                                                                                    | Nominado  |
| 1999 | Online Film & Television Association Award | Best Actor in a Comedy Series                                                         | Thomas Gibson                                                                      | Nominado  |
| 1999 | Online Film & Television Association Award | Best Actress in a Comedy Series                                                       | Jenna Elfman                                                                       | Nominado  |
| 2000 | Online Film & Television Association Award | Best Costume Design in a Series                                                       |                                                                                    | Nominado  |
| 1998 | People's Choice Award                      | Favorite Television New Comedy Series                                                 |                                                                                    |           |
| 1998 | Primetime Emmy Award                       | Outstanding Lead Actress in a Comedy Series                                           | Jenna Elfman                                                                       | Nominado  |
| 1998 | Primetime Emmy Award                       | Outstanding Directing for a Comedy Series                                             | James Burrows (For the pilot episode)                                              | Nominado  |
| 1998 | Primetime Emmy Award                       | Outstanding Art Direction for a Series                                                | John Shaffner and Anne H. Ahrens (For episode "Invasion of the Buddy Snatcher")    | Nominado  |
| 1999 | Primetime Emmy Award                       | Outstanding Lead Actress in a Comedy Series                                           | Jenna Elfman                                                                       | Nominado  |
| 2000 | Primetime Emmy Award                       | Outstanding Lead Actress in a Comedy Series                                           | Jenna Elfman                                                                       | Nominado  |
| 2000 | Primetime Emmy Award                       | Outstanding Art Direction for a Multi-Camera Series                                   | John Shaffner and Anne H. Ahrens (For episode "Hell to the Chief")                 | Nominado  |
| 2000 | Premios Satellite                          | Best Television Series – Musical or Comedy                                            |                                                                                    | Nominado  |
| 2000 | Premios Satellite                          | Best Actor – Television Series Musical or Comedy                                      | Thomas Gibson                                                                      | Nominado  |
| 2000 | Premios Satellite                          | Best Actress – Television Series Musical or Comedy                                    | Jenna Elfman                                                                       | Nominado  |
| 2001 | Premios Satellite                          | Best Actress – Television Series Musical or Comedy                                    | Jenna Elfman                                                                       | Nominado  |
| 2002 | Premios Satellite                          | Best Television Series – Musical or Comedy                                            |                                                                                    | Nominado  |
| 2002 | Premios Satellite                          | Best Actress – Television Series Musical or Comedy                                    | Jenna Elfman                                                                       | Nominado  |
| 1999 | Teen Choice Award                          | TV - Choice Comedy                                                                    |                                                                                    | Nominado  |
| 1998 | Television Critics Association Award       | Outstanding New Program                                                               | Nominado                                                                           |           |
| 1998 | Television Critics Association Award       | Individual Achievement in Comedy                                                      | Jenna Elfman                                                                       | Nominado  |
| 1999 | TV Guide Award                             | Favorite Actress in a Comedy                                                          | Jenna Elfman                                                                       |           |
| 2000 | TV Guide Award                             | Favorite Actress in a Comedy                                                          | Jenna Elfman                                                                       |           |
| 2001 | TV Guide Award                             | Favorite Actress in a Comedy                                                          | Jenna Elfman                                                                       | Nominado  |
| 1998 | Viewers for Quality Television Award       | Best Quality Comedy Series                                                            |                                                                                    | Nominado  |
| 1998 | Viewers for Quality Television Award       | Best Actor in a Quality Comedy Series                                                 | Thomas Gibson                                                                      | Nominado  |
| 1998 | Viewers for Quality Television Award       | Best Actress in a Quality Comedy Series                                               | Jenna Elfman                                                                       | Nominado  |
| 1998 | Viewers for Quality Television Award       | Best Supporting Actress in a Quality Comedy Series                                    | Susan Sullivan                                                                     | Nominado  |
| 1999 | Viewers for Quality Television Award       | Best Actor in a Quality Comedy Series                                                 | Thomas Gibson                                                                      | Nominado  |
| 1999 | Viewers for Quality Television Award       | Best Actress in a Quality Comedy Series                                               | Jenna Elfman                                                                       | Nominado  |
| 1999 | Viewers for Quality Television Award       | Best Supporting Actress in a Quality Comedy Series                                    | Susan Sullivan                                                                     | Nominado  |
| 2000 | Viewers for Quality Television Award       | Best Supporting Actress in a Quality Comedy Series                                    | Susan Sullivan                                                                     | Nominado  |
| 1999 | Writers Guild of America Award             | Episodic Comedy                                                                       | Dottie Dartland and Chuck Lorre (For the pilot episode)                            | Nominado  |
| 2000 | Writers Guild of America Award             | Episodic Comedy                                                                       | Bill Prady, Eric Zicklin and Chuck Lorre (For episode "The Paper Hat Anniversary") | Nominado  |

## Índice de audiencia y Cancelación
Hasta la Temporada 3 (1999-2000) estuvo en la tabla del Top-25, primero los miércoles a las 20:30 (Horario principal), luego a las 20:00. Fue movido a los martes a las 21:00, durante su tercera temporada en el que experimentó votaciones dramáticas, casi es reemplazado por uno de los programas más visto en aquel momento "Who Wants to Be a Millionaire". También pasó lo mismo en la Temporada 4, (2000-2001), agravada por la NBC ya que no competía con Frasier en el mismo horario nocturno central. Así como "Millionaire", cayó aún más y se alejó del horario de la noche en el otoño de 2001, ABC intentó reconstruir un bloque de la noche del martes de comedia, que consistía en "Dharma & Greg", "What About Joan?", "Bob Patterson" y "Spin City". "Dharma & Greg" y "Spin City" compartieron horario a las 20:00 durante el resto de la temporada.
El episodio final fue emitido el 30 de abril de 2002 con 6,8 millones de espectadores, comparado con los 20 millones que miraron la serie dos años atrás. Contando con Ally McBeal, Dharma & Greg fue una de las dos series supervivientes iniciadas en la Temporada 1997-1998 de la televisión norteamericana.
| Temporada | Inicio de temporada      | Final de temporada  | Temporada de TV |
| --------- | ------------------------ | ------------------- | --------------- |
| 1.ª       | 24 de septiembre de 1997 | 20 de mayo de 1998  | 1997-1998       |
| 2.ª       | 23 de septiembre de 1998 | 26 de mayo de 1999  | 1998-1999       |
| 3.ª       | 21 de septiembre de 1999 | 16 de mayo de 2000  | 1999-2000       |
| 4.ª       | 10 de octubre de 2000    | 22 de mayo de 2001  | 2000-2001       |
| 5.ª       | 25 de septiembre de 2001 | 30 de abril de 2002 | 2001-2002       |

## Temporadas Lanzadas en DVD
20th Century Fox ha lanzado la primera temporada de  "Dharma & Greg" en DVD, en la Región 1.  Las Temporadas 1 y 2 han sido lanzadas en las Regiones 2 y 4.
| Nombre del DVD                | Episodios | Fecha de Lanzamiento    | Fecha de Lanzamiento | Fecha de Lanzamiento |
| Nombre del DVD                | Episodios | Región 1                | Región 2             | Región 4             |
| ----------------------------- | --------- | ----------------------- | -------------------- | -------------------- |
| La Primera Temporada Completa | 23        | 13 de junio de 2006     | 20 de junio de 2007  | 11 de enero de 2007  |
| La Segunda Temporada Completa | 24        | 11 de noviembre de 2007 | 1 de abril de 2008   | 22 de enero de 2008  |

## Mensajes al Final
La tarjeta de Chuck Lorre Productions al final de cada episodio Lorre expresa sus puntos de vista sobre diferentes temas. Como la carta solo aparece un pequeño momento, es usualmente legible solo para aquellos que filmen y graben o pausen el programa (Toda la colección de notas ha sido publicada en la página de Chuck Lorre).
También sucede con otros programas de Lorre como Two and a Half Men, Mike & Molly y The Big Bang Theory.

## Apariciones especiales
Elfman y Gibson hicieron un cameo en el primer episodio Two and a Half Men: "Nice to Meet You, Walden Schmidt", en la Temporada 2011-2012.